# Meteoro (2009)
Meteoro (P-41) – patrolowiec pełnomorski Hiszpańskiej Marynarki Wojennej, pierwszy okręt typu Meteoro.

## Historia

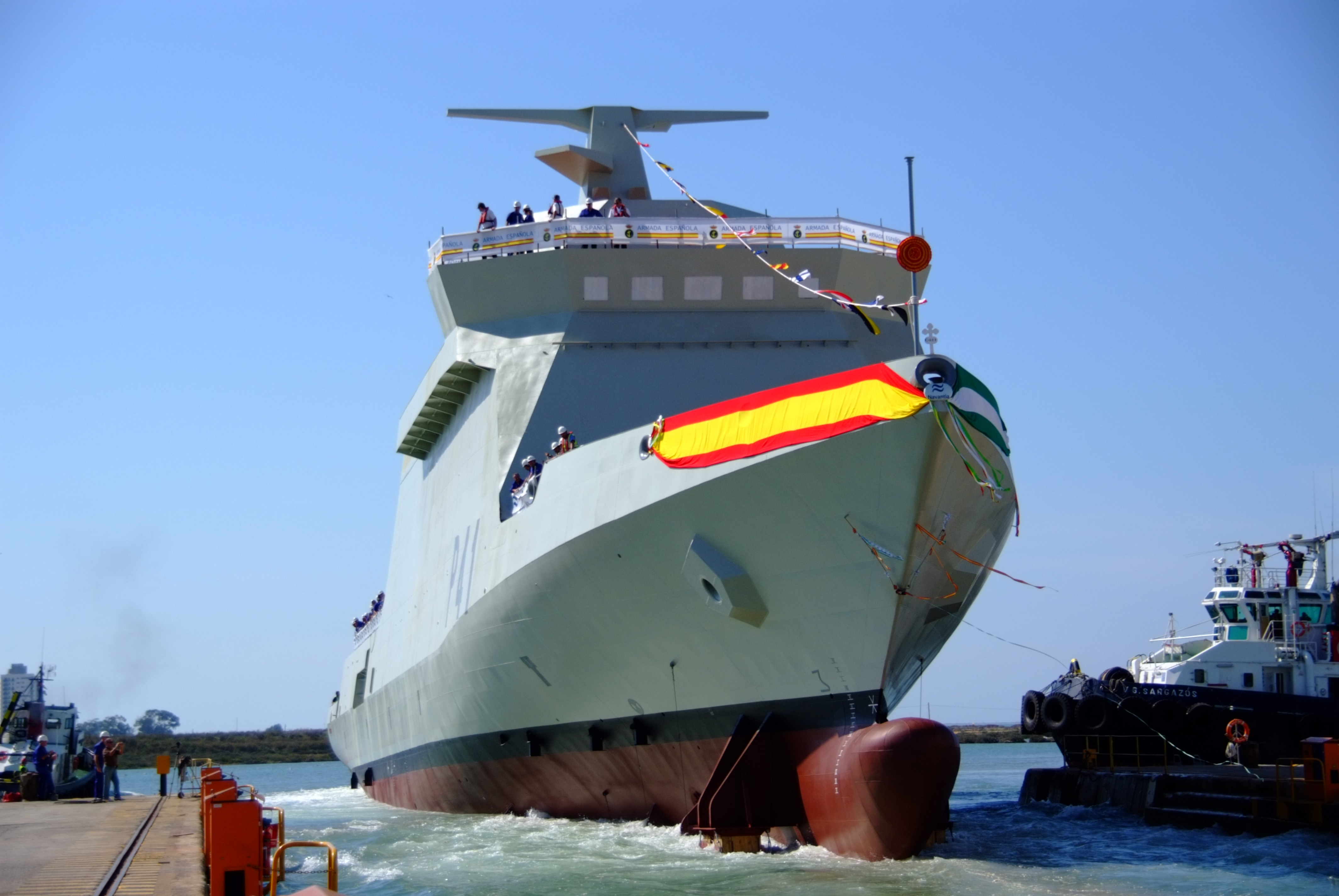
Wodowanie Meteoro w San Fernando

Cięcie blach rozpoczęto 4 października 2007 r., a pierwszy blok został umieszczony na pochylni 13 marca 2009 r. w stoczni San Fernando - Puerto Real.
Został zwodowany 16 października 2009 r. Matką chrzestną była Minister Gospodarki Elena Salgado. Anegnotą jest, że statek zszedł z pochylni 11 minut przed czasem, zanim ceremonia się rozpoczęła.
Próby morskie przeprowadzono na wodach Zatoki Kadyksu i zakończono je w lipcu 2011 r.
Przekazanie jednostki Hiszpańskiej Marynarce Wojennej odbyło się w bazie Rota w obecności ministra obrony Carme Chacón w dniu 28 lipca 2011 r.
7 czerwca 2012r., po ukończeniu okresu kwalifikacji i szkolenia operacyjnego, wszedł do swojej bazy w Las Palmas de Gran Canaria.  Od tego momentu uznany za w pełni operacyjny.
15 lipca 2013 roku wypłynął z Las Palmas de Gran Canaria, aby dołączyć do operacji Atalanta w celu zwalczania piractwa na Oceanie Indyjskim. W grudniu został zastąpiony patrolowcem Tornado.
20 marca 2014 r., w czasie rutynowego podnoszenia ładunku przez śmigłowiec Super-Puma z 802 eskadry Służby Powietrznej Ratownictwa Lotniczego, około 23 mil na południowy zachód od Fuerteventury, rozbił się helikopter z którym uczestniczył w ćwiczeniu. Okręt uratował jednego z pięciu członków załogi.  21 kwietnia 2014 r. brał udział w operacji poszukiwawczo ratowniczej prowadzonej przez firmę Phoenix International. Przetransportował ciała dwóch członków załogi helikoptera do Arsenału Las Palmas.
W kwietniu 2015 r. uczestniczył w czyszczeniu rozlewu ropy na Wyspach Kanaryjskich spowodowanego zatonięciem rosyjskiego statku rybackiego Oleg Naydenov.
W nocy z 16 na 17 maja 2015 r. brał udział w zatrzymaniu statku przewożącego na pokładzie 1800 kg kokainy.
W sierpniu 2015 r. dołączył do dwudziestej pierwszej rotacji operacji Atalanta w celu zwalczania piractwa na wodach Oceanu Indyjskiego. Pod koniec listopada odbył podróż powrotną do Hiszpanii, zatrzymując się w portach Dar es Salaam (Tanzania), Kapsztadu (Afryka Południowa) i Luanda (Angola).

### Okręty typu Meteoro
- Rayo (P-42)
- Relámpago (P-43)
- Tornado (P-44)
- Audaz (P-45)
- Furor (P-46)